# シュタインハイム (ヴェストファーレン)
シュタインハイム（ドイツ語: Steinheim、ドイツ語発音: [ˈʃt‿ainh‿aim] ( 音声ファイル)、歴史的には Stenhem、Steynhem、Steinheimb、Stenheym とも表記された）はドイツ連邦共和国ノルトライン＝ヴェストファーレン州デトモルト行政管区のヘクスター郡に属す市である。シュタインハイムは、かつてのパーダーボルン司教領の主要地域の一つであるシュタインハイマー盆地の中級中心都市となっている。この地域はザクセン時代にはヴェーティ＝ヴァイツェンガウと呼ばれていた。エッゲ山地の前山にあたる丘陵地が魅力的な地形を呈している。

## 地理

### 位置
シュタインハイムは、エッゲ山地およびトイトブルクの森南部自然公園内のオベーラー・ヴェーザーベルクラントに位置している。最も重要な川がエンマー川である。この川は、シーダーで堰き止められてシーダー湖を形成し、ハーメルンの南でヴェーザー川に合流する。シュタインハイムは直径約 15 km のシュタインハイマー盆地の中央に位置している。この盆地の大部分が 120 m から 200 m の高さにある。このためわずか海抜 240 m のシュトッペルベルクが、シュタインハイマー盆地の広い範囲から目にすることができる象徴的存在となっている。

### 地質学
シュタインハイムの市域は、シュタインハイマー盆地の領域とほぼ一致する。それは、高い山で区切られた緩やかに起伏する丘陵地である。南西方向はエッゲ山地があり、いくつもの並行に延びる尾根が現れる。これは、主に中生代、特に三畳紀、ジュラ紀、白亜紀前期の粘岩、泥灰岩、石灰岩、砂岩 といった硬岩で形成されている。これらの堆積岩がこの付近では厚さ 1 km から 1.5 km の地層となっている。地質学的な時代の経過に従って、多くの鞍部、盆地、地溝、地塁が形成された。
古生代（デボン紀、石炭紀、ペルム紀）の岩はさらに深い地層に見られる。礫、砂、黄土など氷期の土砂がシュタインハイマー盆地の広い範囲を覆いならしている。
ムシェルカルク統、コイパー統および白亜紀前期の石灰岩、砂岩、泥灰岩は、最も重要な地下水帯である。しかし一部の地下水は地中深くの石膏や岩塩を溶かし込んでおり、飲料水として供することはできない。ブンター統中期の表層を持つヴィンゼベック近郊ではミネラルウォーターが採取できる。

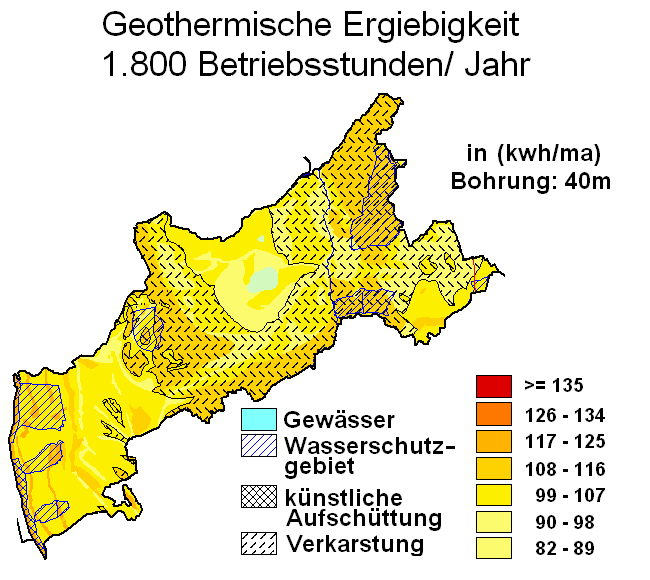
シュタインハイムの地熱分布図

市域の北東部では、シルト質のロームからローム質のシルトの土壌からなる肥沃な パラブラウンエルデ（亜褐色土） が占めており、集中的に耕作に利用されている。高地の浸食平地はしばしばコイパー統（三畳紀）の硬岩で高地と隔てられている。この地域の一部には褐色土が広がっている。このため、この地域は主に林業に利用されている。川谷は草地となっており、グレイゾルまたは褐色アウエンベーデが占めている。
シュタインハイムの市域は、地熱ゾンデによる地熱源やヒートポンプによる地熱採取については、いくつかの場所では「乏しい」、それ以外の場所では「良好」から「極めて良好」な状態にある（右図参照）。

### 市域の広がり
シュタインハイムの面積は 75.68 km2 である。南北軸の最大長は約 14.6 km、東西軸のそれは約 15.4 km である。
| 土地用途別面積 | 農業用地 | 森林   | 宅地、空き地 産業用地 | 交通用地 | 水域  | スポーツ用地 緑地 | その他 |
| -------------- | -------- | ------ | --------------------- | -------- | ----- | ----------------- | ------ |
| 面積 (km2)     | 47.43    | 16.99  | 5.94                  | 4.27     | 0.64  | 0.37              | 0.06   |
| 占有率         | 62.7 %   | 22.4 % | 7.8 %                 | 5.6 %    | 0.8 % | 0.5 %             | 0.2 %  |

### 隣接する市町村
シュタインハイムに隣接する市町村は、東と南東がニーハイム、南がバート・ドリーブルク（ともにヘクスター郡）、西と北西がホルン＝バート・マインベルク、北がシーダー＝シュヴァーレンベルク（ともにリッペ郡）である。

### 市の構成
基本条例 § 3 Abs. 1 によれば、シュタインハイムは以下の表に示す 9つの地区で構成される。これらの地区は、1970年に合併するまでは、アムト・シュタインハイムあるいはデトモルト郡のグレーヴェンハーゲンの一部であった。
| 地区                 | 地区        | 人口（人） | シュタインハイムの地区図 |
| -------------------- | ----------- | ---------- | ------------------------ |
| ベルクハイム         | Bergheim    | 1,026      | シュタインハイムの地区図 |
| アイヒホルツ         | Eichholz    | 249        | シュタインハイムの地区図 |
| グレーヴェンハーゲン | Grevenhagen | 234        | シュタインハイムの地区図 |
| ハーゲドルン         | Hagedorn    | 100        | シュタインハイムの地区図 |
| オッテンハウゼン     | Ottenhausen | 522        | シュタインハイムの地区図 |
| ロルフツェン         | Rolfzen     | 403        | シュタインハイムの地区図 |
| ザンデベック         | Sandebeck   | 837        | シュタインハイムの地区図 |
| シュタインハイム     | Steinheim   | 8,228      | シュタインハイムの地区図 |
| ヴィンゼベック       | Vinsebeck   | 1,277      | シュタインハイムの地区図 |
| 計                   | 計          | 12,936     | シュタインハイムの地区図 |

表示した人口は、シュタインハイム市の発表による2012年12月31日現在の数値である。

## 歴史

### 古代
シュタインハイム盆地は、その出土品が示すとおり、約6000年前の新石器時代からすでに定住がなされていた。早くから肥沃な土地で農耕が営まれていた。この地域は紀元前後の時期にはゲルマン人のケルスカー族が住んでいた。その族長アルミニウスは、紀元後9年にローマ軍3軍団を壊滅させ、これによりローマ帝国によるゲルマン支配を阻止した。

### 中世

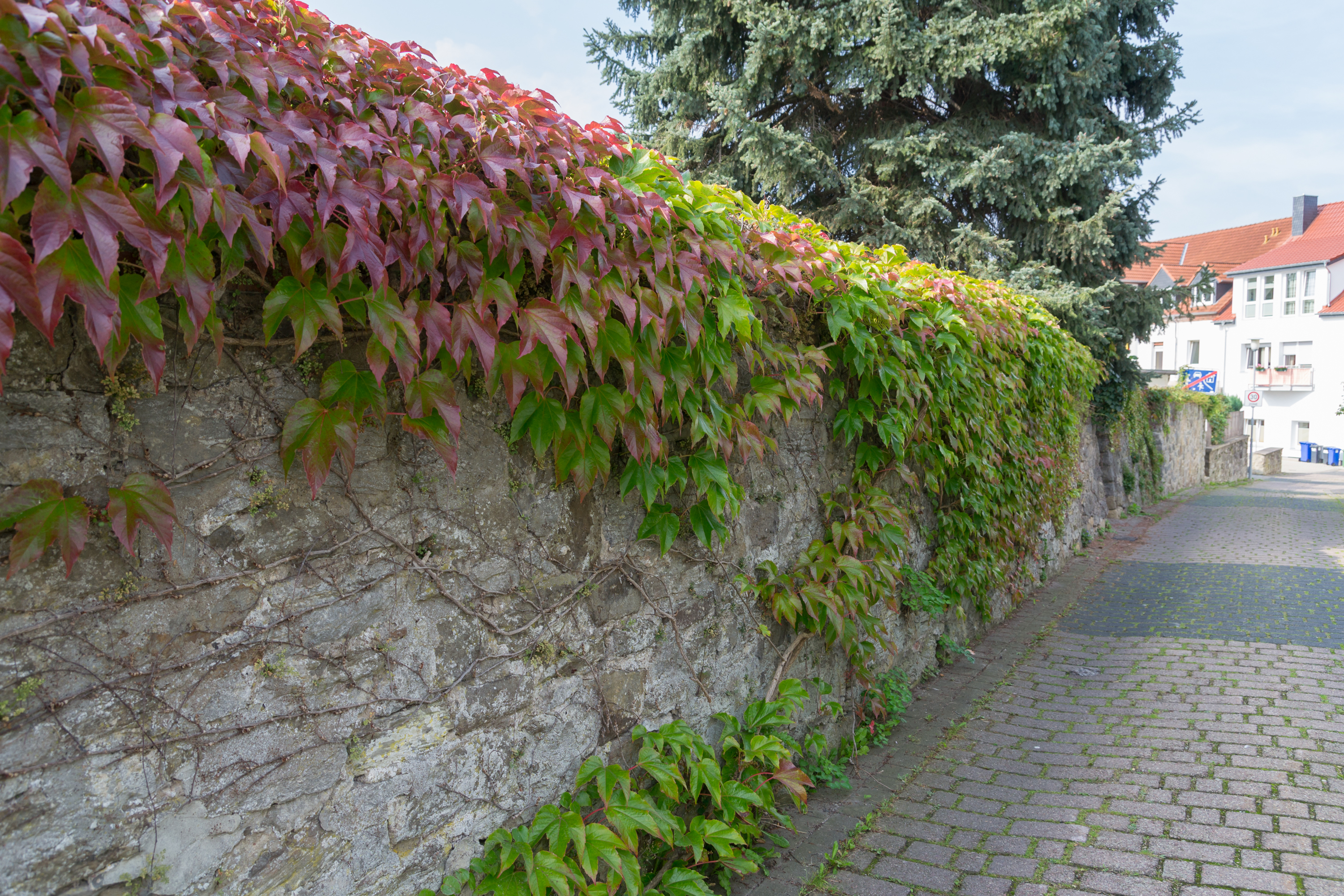
現存する市壁の遺構

600年頃にザクセン人がその故地である北ドイツからこの地へ侵入し、占領した。フランク王カール大帝はその約200年後にキリスト教化を行い、フランク人の新たな入植地を建設して支配を固めた。シュタインハイムは、ヴュルツブルクから始まる布教の原点の一つであった。シュタインハイムは、970年頃にコルヴァイ修道院の土地寄進記録に初めて記録されている。司教領主は1275年にシュタインハイムに都市権を授けた。14世紀からここは、神聖ローマ帝国内のパーダーボルン司教領主の領邦であり、16世紀からはその枠組みの中でニーダーライン=ヴェストファーレン帝国クライスに属した。

### 近世・近代

#### 「家具の街」への発展
シュタインハイムは歴史の過程で、ペスト、火災、三十年戦争などで何度もその発展を妨げられてきた。1618年には 375人の死者が出た。1636年と1637年には分かっているだけで 230人がペストの犠牲となった。実際にはさらに多くが亡くなったと推測される。しかしそれらは教区の記録に遺されていない。1637年に当時の市長ホーミッセンと市議会はロフスの日（8月16日）を市の休日と定め、「ロフスの誓い」をたてた。これ以後、この街はさらなるペスト禍から免れている。シュタインハイム市議会は、1971年に、アフリカのコンゴ民主共和国カレミのハンセン病および結核患者に対する支援協力を決議した。これ以後、毎年シュタインハイムの市の休日には、これらの患者の村のために聖ロフス集会が開催されている。さらに1983年にアーヘンの彫刻家フーベルト・レネーケは患者を救う聖ロフスの像を完成させ、シュタインハイム貯蓄・貸付銀行 eG（2011年7月15日以降は統合国民銀行 eG）の創設100周年の機会に寄贈した。
シュタインハイムは、その創設からドイツのパーダーボルン司教の世俗統治権下にあった。1806年から1813年まではナポレオンによって創設されたヴェストファーレン王国に属したが、ウィーン会議によりこの街は最終的にプロイセン領となった。
19世紀半ばまで、住民は主に農業や手工業で生計を立てるいわゆる都市農民であった。1900年頃、シュタインハイムには138人の農業従事者と 70人の日雇い労働者の他に、194人の手工業者がいた。このうち 65人が靴職人、36人がリンネル織りの織工、33人が仕立屋であった。
19世紀中頃、大きな構造変化が起き、この都市農民の街は工業小都市へと発展していった。特に、市外でも重要な地位を獲得したのがシュタインハイムの家具工業であった。多くの重要な工場が、1864年に徒弟や遍歴職人によって設立された家具工場アントン・シュピルカーをその源泉としている。こうした発展は、20世紀の初めの市による発電所の建設や、新たに形成された工業密集地域（特にライン地方やルール地方）における家具製品の需要増加により後押しされた。1868年から1873年に敷設された鉄道ハノーファー – アルテンベーケン線とそのシュタインハイム駅もシュタインハイム経済圏にプラスの影響を及ぼした。「シュタインハイム家具工場」は1903年に家具の機械製造を開始した。その後、12の家具工場と、50の小規模企業が家具産業に参入した。

#### ナチス時代のユダヤ人迫害
ユダヤ人コミュニティは、シュタインハイムにおいて確実な重要性と声望を獲得していた。プロイセンは1847年に法律によってシナゴーグ教区の設置を命じていた。シュタインハイムは周辺の 7つの村とともに 1つのシナゴーグ管区を形成していた。シュタインハイムのシナゴーグは、1884年8月1日に大部分の信者が参加して献堂式を行った。1880年までにユダヤ人コミュニティの構成員は137人にまで増加した。国家社会主義者による反ユダヤ主義テロの過程で、1938年11月10日にこのシナゴーグは破壊された。1933年には 59人のユダヤ教信者がシュタインハイムに残っていた。このうち 22人が亡命することができたが、それ以外の者は逮捕された。収容所での拘束を生き延びたのは 5人だけだった。
現在も見ることができるユダヤ人コミュニティの記念碑的存在がデトモルダー通りのユダヤ人墓地である。2,250平方メートルの敷地に 170の墓がある。最も古い墓は1846年のものである。ここに埋葬されているユダヤ人の中で有名な人物としては、穀物商のジークフリート・ホーホハイマー（1871年 – 1913年）、作家の父親アルベルト・ホーホハイマー（1900年 – 1976年）、1900年にシュタインハイム市民射撃隊の射撃王となった穀物商人ユリウス・ヴァイル（1852年 – 1919年）が挙げられる。シュタインハイムのユダヤ人墓地に葬られた最後の人物は1979年のゾフィー・ヴァイルであった。この保護文化財に指定されている墓地の管理はシュタインハイム市の義務である。

#### 戦後
戦時中シュタインハイムでは特筆するような戦闘行為は行われなかった。1945年から1949年までシュタインハイムはイギリス管理地区の一部となり、1946年からはノルトライン＝ヴェストファーレン州により、1949年からはドイツ連邦共和国によっても、国としての統治を受けることとなった。戦時体制の終結後、シュタインハイムは難民や放逐民の移住を多く受け容れた。1948年時点で現在の市域には約11,000人が住んでいたが、その約 31 % が戦争によって移住した住民であった。人口増加によって、家具産業は益々盛んになった。この隆盛に伴って、家具小売業、家具問屋、化粧板製造業、自動車・車体製造などの周辺産業や他の業種も拡大していった。
このように増加する住民のために住宅地の新たな建設が必要となった。1949年、最初の移住者住宅が街外れに建設された。1958/1959年には、1936年に建設されていたショールベルク住宅地のさらなる拡張が行われた。建設は1962年に始まった。2012年8月現在、ショールベルクには 1,030人のシュタインハイム市民が住んでいる。
1970年の自治体新設以降、それまでのアムト・シュタインハイム（ヴェストファーレン）と、かつてリッペ領の町村だったグレーヴェンハーゲンから現在のシュタインハイム市が形成された。同時にケンペンフェルトロムが分離された。中世の都市中心部を含む現在の中核市街は、元々かつてのシュタインハイム市であった。
社会資本を改善するため、中核市街の北側に、スポーツ施設を有するギムナジウムと実科学校を含む学校・スポーツセンターが建設された。ここには演劇・コンサートホールも併設されている。南部には、レジャー・スポーツセンターが建設された。ここには陸上競技場、屋外プール、屋内テニス場、屋外テニス場、1987年に増築され大きくなった体育館などがある。そのすぐ近くには、聖ロフス病院、老人・養護施設がある。
1970年代中頃からシュタインハイムで構造変化が起こった。およそ20-30年の間にシュタインハイムを代表していた家具産業は機能停止に陥った。その結果、1985年までの20年間で約 1000人分の職場が失われた。その理由は、高い価値をもつ古い様式の家具に対する需要喪失に結びつく生活文化の変化にあった。さらに東欧諸国からの安価な製品提供や、オフィス家具で特に顕著な新素材の採用もこれに拍車をかけた。
職場の喪失、空室のオフィス、見捨てられた工場といった問題を克服するために、「シュタットウムバウ・ヴェスト」プロジェクト（直訳すると「西部都市改造」プロジェクト）の枠組みで、公的資金援助をも盛り込んだ施策集が制定された。かつてのギュンター家具工場の跡地に家具博物館を創設する、旧シュトラート家具工場を改造して健康センターを設立する、フリードリヒ・シュヴェルトフェーガー社の跡地に住宅を建設しスーパーマーケットをオープンさせる、シーダー家具の敷地に流通センターを開設する、ホテルやギリシア料理のレストランを併設した駅舎を新設するといった、様々な試みが2000年初めからなされている。

### 市町村合併
1964年1月1日に 140 ha の土地がフォルダーアイヒホルツに移管された。
1969年12月2日の「ヘクスター郡の新設に関する法律」により、旧アムト・シュタインハイムに属していたベルクハイム、ハーゲドルン、オッテンハウゼン、ロルフツェン、ザンデベック、ヴィンゼベック、フォルダーアイヒホルツおよび旧シュタインハイム市とデトモルト郡の飛び地であったグレーフェンハーゲンは1970年1月1日に新生シュタインハイム市として合併した。この法律により新しい街はヘクスター郡に属すこととなった。アムト・シュタインハイムは廃止された。

## 住民

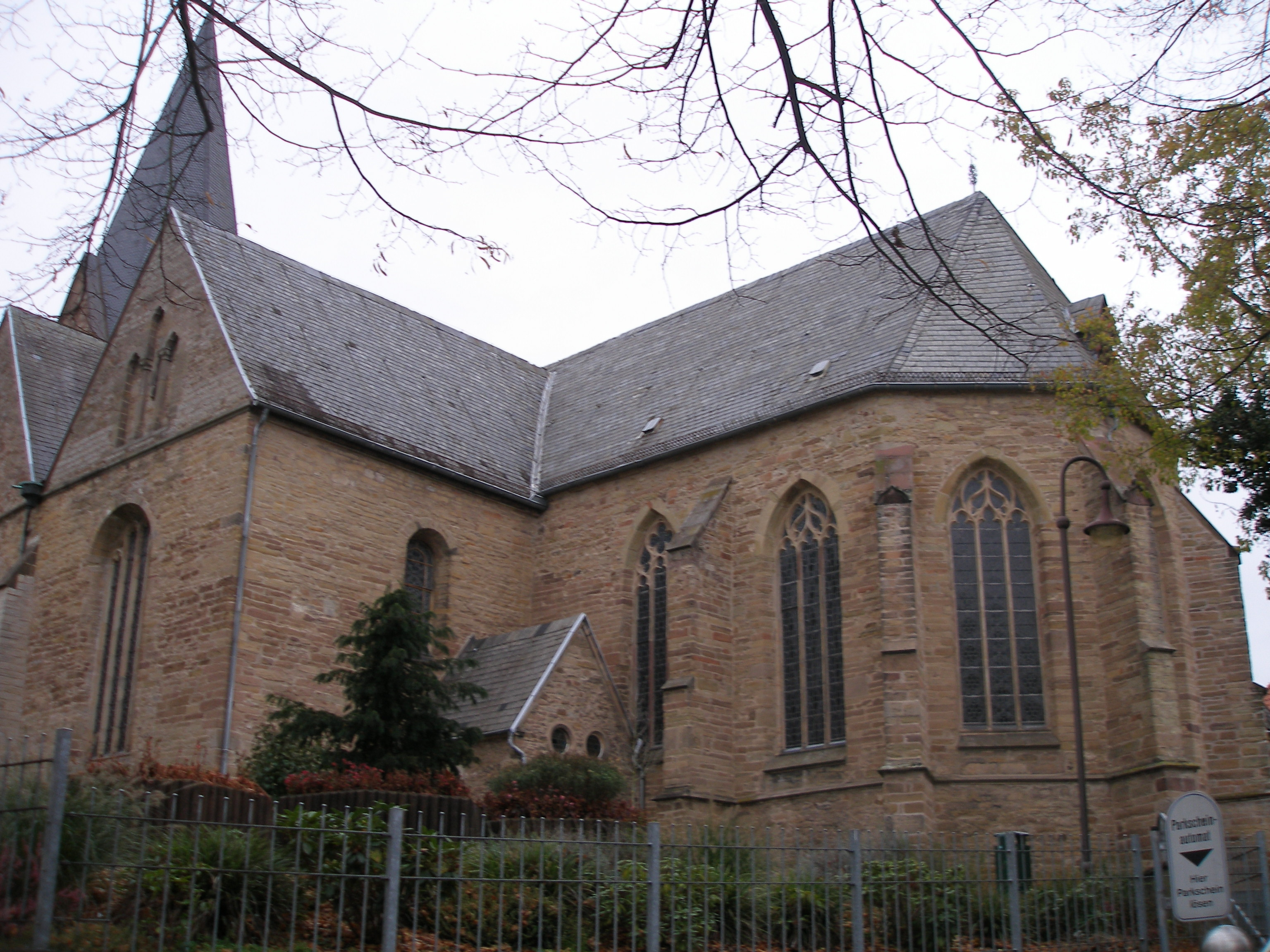
カトリックの聖マリエン教会

### 宗教
旧パーダーボルン司教領の他の地域と同様、シュタインハイムの住民の多くはカトリック信者である。
シュタインハイムには福音主義教会が1つと、カトリック教会が2つ（中核市区の聖マリエン教会、ザンデベック地区の聖ディオニシウス教会）ある。
現在の宗教分布を知る手がかりの一つが、シュタインハイムの学生に対する所属宗教団体の調査である。この調査によれば、2006年/2007年の学期では学生の 36.4 % が福音主義、44.6 % がカトリック、7.7 % がイスラム教に所属した。5.1 % がその他の宗教団体に所属し、無宗教は 6.2 % であった。

### 人口推移
シュタインハイムは、ヘクスター郡でヘクスター市に次いで人口密度の高い市である。以下の表に、各時点での市域における人口を示す。1970年までの値は人口調査によるもので、1975年からは州統計局の公的な研究値である。1975年、1980年、1985年は推定値、1990年の値は1987年の人口調査に基づく推定値である。
各時点の市域における人口
| 時点（年） | 人口（人） |
| ---------- | ---------- |
| 18371      | 1,946      |
| 18611      | 2,284      |
| 18671      | 2,267      |
| 18711      | 2,351      |
| 18801      | 2,573      |
| 18851      | 2,660      |
| 19001      | 3,038      |

| 時点（年） | 人口（人） |
| ---------- | ---------- |
| 19101      | 3,255      |
| 19251      | 3,582      |
| 19391      | 3,983      |
| 19501      | 5,551      |
| 19611      | 6,117      |
| 1969       | 6,720      |

現在の市域における面積
| 時点（年） | 人口（人） |
| ---------- | ---------- |
| 19501      | 10.561     |
| 19611      | 10,785     |
| 1969       | 11,571     |
| 19701      | 11,834     |
| 1974       | 12,218     |
| 1975       | 12,124     |
| 1980       | 12,119     |
| 1985       | 12,014     |
| 19871      | 12,132     |

| 時点（年） | 人口（人） |
| ---------- | ---------- |
| 1990       | 12,609     |
| 1995       | 13,296     |
| 2000       | 13,981     |
| 2005       | 13,733     |
| 2007       | 13,548     |
| 2011       | 13,044     |
| 2012       | 12,848     |

1 Volkszählungsergebnis

## 行政

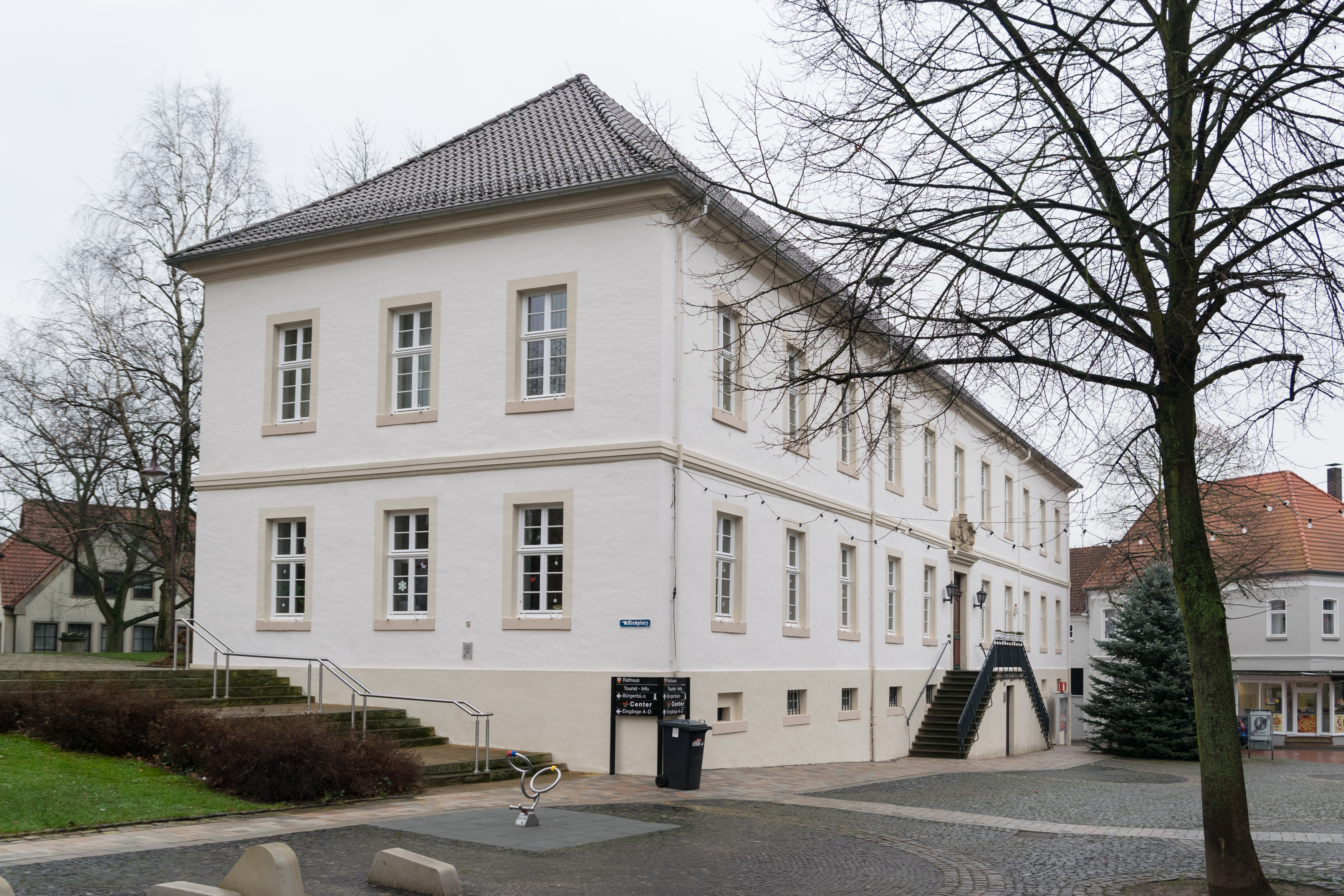
シュタインハイム市庁舎

### 市議会
シュタインハイムの市議会は 26議席からなる。
シュタインハイムには2004年から青少年議会が設けられている。これは、地域的であると同時にEUレベルでの国際的な青少年関連プロジェクト・アクションである。この「JuPa」は、公式な市の運営組織の一つであり、3人の互いに同等の権利を有する代表者によって運営されている。

### 市長
シュタインハイムの市長はカルステン・トールケ (CDU) である。彼は2015年9月13日の選挙で 53.2 % の票を獲得して市長に選出された。前任者のヨアヒム・フランツケは立候補しなかった。

### 紋章と旗
図柄: 銀地に金の門を持つ赤い市壁。鋸壁を戴き、中央部分にもう一つの鋸壁をもつ円塔が3本ある。旗は長辺と平行に緑地と銀（白）地に塗り分けられており、中央の旗竿寄りに市の紋章が描かれている。幟は長辺と平行に緑地と銀（白）地に塗り分けられており、中央上部に市の紋章が描かれている。

### 姉妹都市
シュタインハイム市は、2003年にタウン・トワイニング・プロジェクトに参加して以降、ヨーロッパの多くの都市と友好関係を結んでいる。
- ブスコ＝ズドルイ（ドイツ語版、英語版）（ポーランド、シフィェンティクシシュ県）
- スペッキア（イタリア、プッリャ州）
- シゲトセントミクローシュ（ドイツ語版、英語版）（ハンガリー、ペシュト県）
- スヴェティ・マーティン・ナ・ムリ（ドイツ語版、英語版）（クロアチア、メジムリェ郡）

また、ハーゲドルン地区は、フィンランド、北ポフヤンマー県ハウキプダスの Kirkonkylä地区と姉妹地区協定を結んでいる。
シュタインハイムは、欧州連合内の姉妹都市との間で毎年タウン・トワイニング・カンファレンスを、各市持ち回りで行っている。2006年8月31日から9月2日までのタウン・トワイニング・カンファレンスはシュタインハイムで開催された。これはスペッキア、シゲトセントミクローシュ、ブスコ＝ズドルイについで4回目のカンファレンスであった。
シゲトセントミクローシュとはこの他にスクールパートナーシップも結んでいる。シュタインハムのギムナジウムは毎年シゲトセントミクローシュとの間で交換留学生を送り出している。この他に、フランスのマルキーズ (パ＝ド＝カレー県)との間でも、不定期ではあるが交換留学を行っている。さらに何十年もの間、コンゴ民主共和国のカレミと支援協力関係にある。

## 文化と見所

### 演劇
シュタインハイム市には劇場がない。学校センターに 598席の講堂が建設され、演劇やコンサートの上演に用いられている。

### 博物館
- シュタインハイムの経済的発展は家具工場と密接に結びついている。そこで 2002年に家具博物館が開館した[25]。
- ハーゲドルン地区には、小さな消防博物館がある。

### 音楽
本市には、6つの合唱団、2つの狩猟ホルン吹奏アンサンブル、4つの楽隊が組織されている。また、3つの総合音楽クラブとシュタインハイム音楽学校も演奏を行っている。さらにシュタインハイム・ギムナジウムの音楽祭「ロック・アット・スクール」（2002年から）やシュタインハイムの若者文化主宰の「スティル・リーチング・フォー・ダークネス」（2004年から）が毎年開催されている。

### 建築
- カトリックの教区教会聖マリエン教会

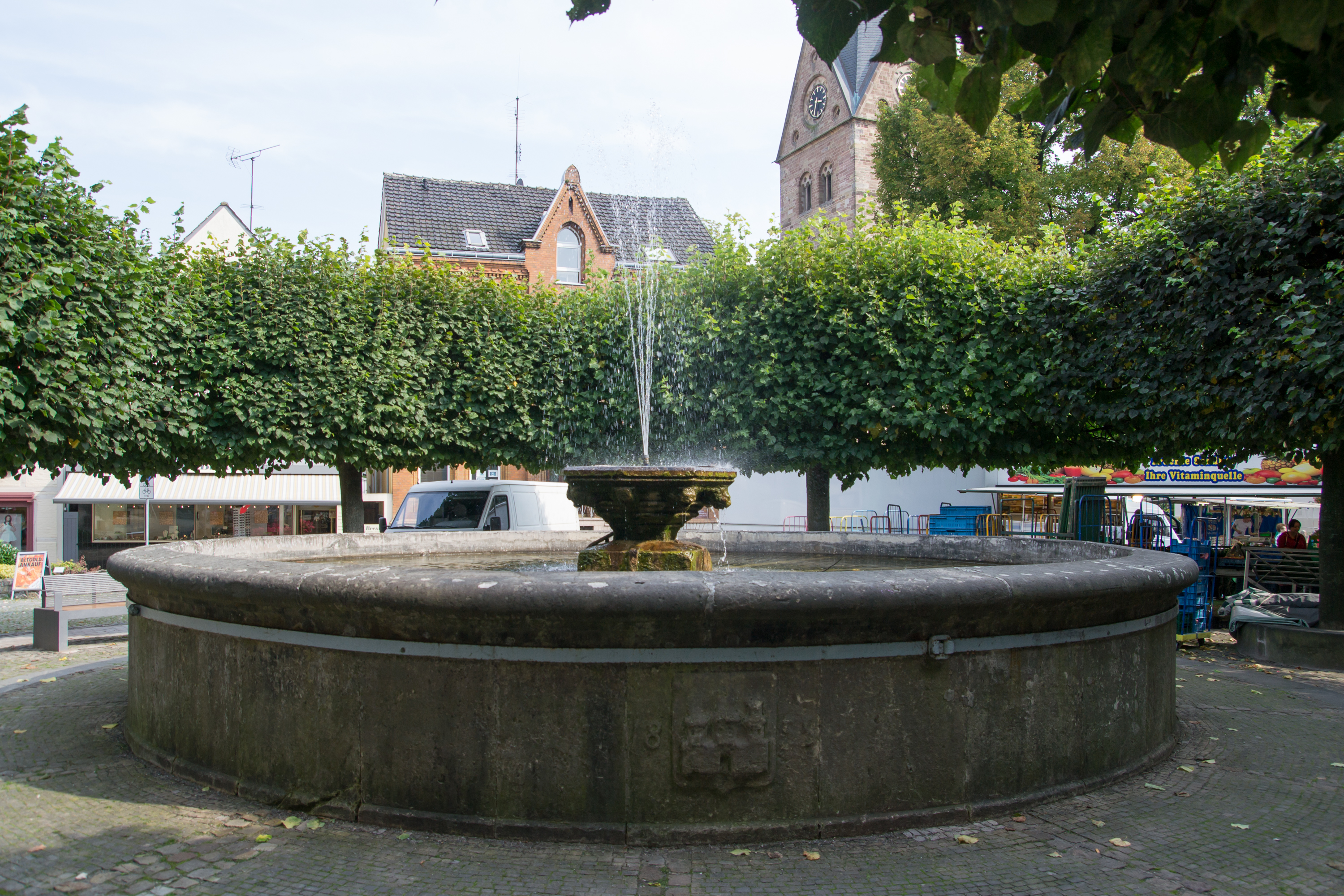
クンプ

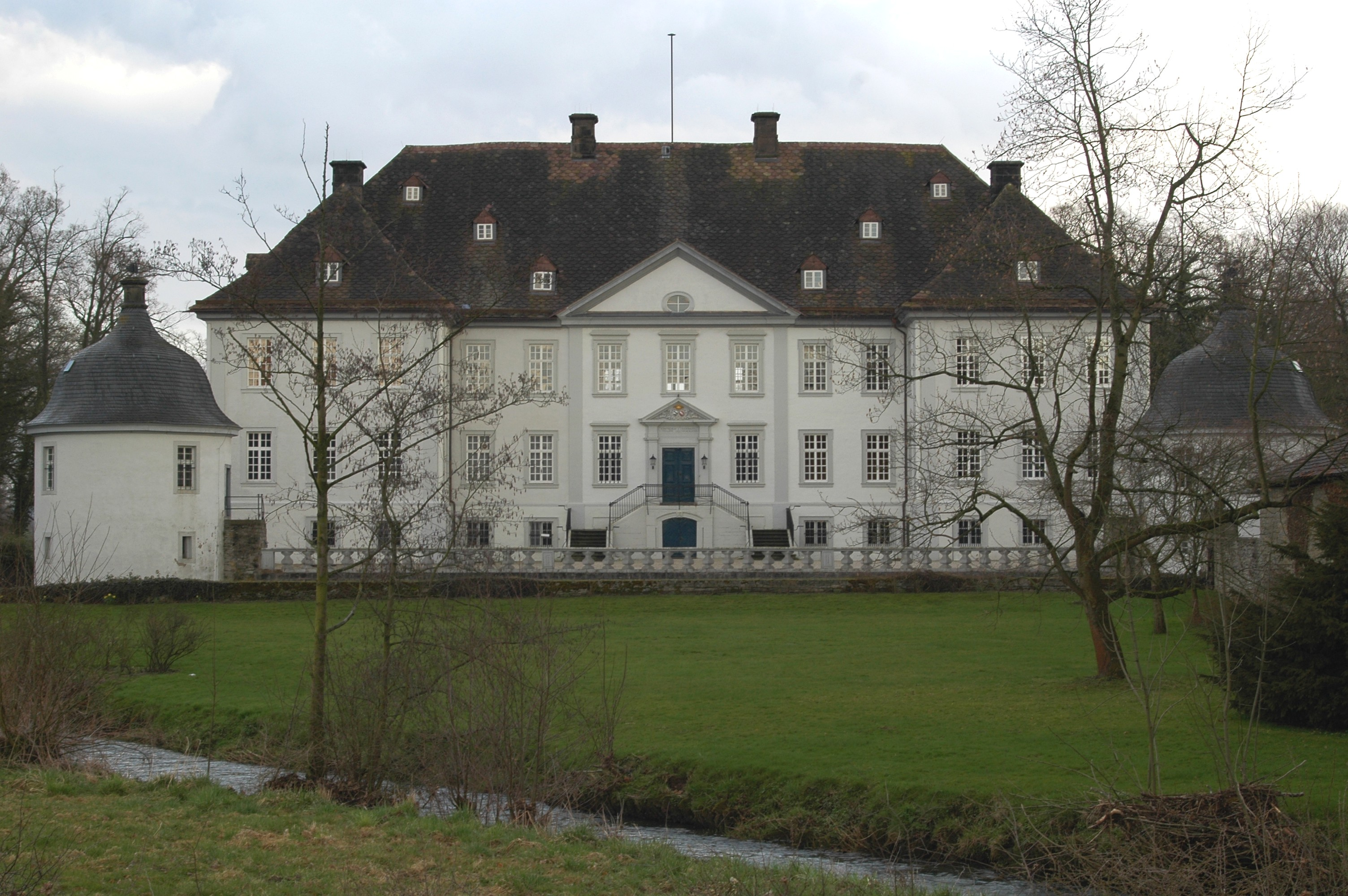
ヴィンゼベック城

- 本市の象徴的建造物である「クンプ」（直訳すると「鉢」）は、内市街の中心に位置する幅 7 m、深さ 2.90 m の泉である。この泉は1855年に建設されたもので、市外の高所に位置する水源から水を引いたシュタインハイム初の水道であった。ここは1933年まで消火用、雑用、飲料用の取水所として使われていた。
- 1835年までに建設された市庁舎は、後期古典主義様式の簡素な3階建て化粧漆喰塗り建築である。
- シュタインハイムの福音主義教会は、いくつものステップを経て建設された。レンガ造りの建物前に、ビーレフェルト近郊ベーテルの建築家カール・ジーボルトの設計に基づいて1897/99年に建設されたスレート葺きのボンネット型屋根を戴く教会塔が建っている。教会堂は 20世紀に拡張された形で新たに建設された。
- 司祭館は、半切妻造り 3階建ての木組み建築で、1729年に建設された。
- 「パラディースホーフ」（デトモルダー通り 24番地）はかつて司教の経理責任者の役所であった。この建物は、半切妻造りで土間扉を持つ大きな建物である。1995年から96年に改修され、それ以後はエルテルンイニツィアティーヴェ・クラバウターマン e.V. により幼稚園、会議場、憩いの場として利用されている。旧市街との境界に面している隣の建物は中世の市壁によって制限されている。
- その近くに位置する経理責任者の住宅（デトモルダー通り 28番地）は、後期バロック様式の中央にリザリート（ドイツ語版、英語版）を有するマンサード屋根の化粧漆喰塗り建築である。この建物は1767年に建設された。建設当時のオリジナルの玄関扉が保存されている。
- 1970年代から1980年代に都市近代化がなされた後も内市街には古い住宅がわずかながら遺されている。その多くは切妻造りの木組み建築で、ほぼ例外なく1729年の壊滅的な大火の後に建てられたものである。特にロフス通り22番地の1729年建造の木組み建築は良い状態で保存されている。
- 1280年から建設された市壁はヒンター・デア・マウアー通り沿いの長い部分が保存されている。その一部はパラディースホーフの事務棟に利用されている。
- 1717年から1720年に建設されたヴィンゼベック城はヴェストファーレンで最も美しいバロック城館の一つである。1720年に建設されたこの比類のないバロック作品は、一辺 17 m のほぼ正方形の中州に建っており、水堀で囲まれている。
- ロマネスク様式のティーエンハウゼン城は、1609年にテニス・フォン・ハクストハウゼンによって建設された。ホルムバッハの谷にあるこの城館は、ヴェーザールネサンス（ドイツ語版、英語版）の印象深い宝である。その南破風には、子供抱き、戴冠した聖母の貴重な彫刻作品がある。2つの翼棟の内角側には正方形の階段塔が、外角側には円錐型の屋根を戴いた円塔が設けられている。フリードリヒ・ヴィルヘルム・ヴェーバー（ドイツ語版、英語版）は 20年間ティーエンハウゼン城に住み、その最も有名な叙事詩「13本の菩提樹」(Dreizehnlinden) を執筆した。また、アネッテ・フォン・ドロステ＝ヒュルスホフは、しばしばハクストハウゼン家のゲストとして訪れている。

- シュタインハイム福音主義教会
- シュタインハイムの司祭館
- デトモルダー通り24番地
- ティーエンハウゼン城

### 公園
グーツパルク・ブライテンハウプトは私有地であり一般公開されていない。面積は約 2.5 ha である。元々は1870年頃に造営され、1919年に拡張された。芝生広場とそれを通る小径、ベンチ、礼拝堂があり、主人の館の前には円形の花壇と並木道が通っている。
ヴィンゼベック城館公園は広さ約 2 ha の私有地であり、事前に申し込めば入ることができる。1718年にバロック式庭園に関する最初の記録がある。この庭園は、19世紀後半に景観庭園に改造された。遅くとも1960年代以降にバロック様式の表現が再現されている。

### 自然文化財
ザンデベック地区には、ドイツで最も北に位置すると同時に最も小さいものに数えられる火山がある。ザンデベックの火山は、700万年前から1400万年前の間に火山岩を盛んに放出し、それが地層となった。その玄武岩の鉱脈は幅 10 m、深さ 300 m 程度に過ぎない。1974年以降ザンデベック火山の玄武岩鉱脈は自然文化財に指定された。

### スポーツ
シュタインハイムには 7つのテニスクラブと 9つの多種目のスポーツクラブがある。この他に、バドミントン、バスケットボール、スポーツフィッシング、ハンドボールのクラブがある。さらに模型飛行機クラブや航空スポーツクラブもある。また、ドイツ人命救助協会の支部もある。

### 定期行事
シュタインハイムのバラの月曜日のパレードは、オストヴェストファーレン＝リッペ最大で最も古いものである。毎年初夏に行われるシュタインハイムの射撃祭、4月末から5月初めに開催される音楽と美食の日も人気を得ている。
2007年から毎年、秋の教会祭「ライナー＝ラネッキウス＝マルクト」が開催されている。

## 経済と社会資本

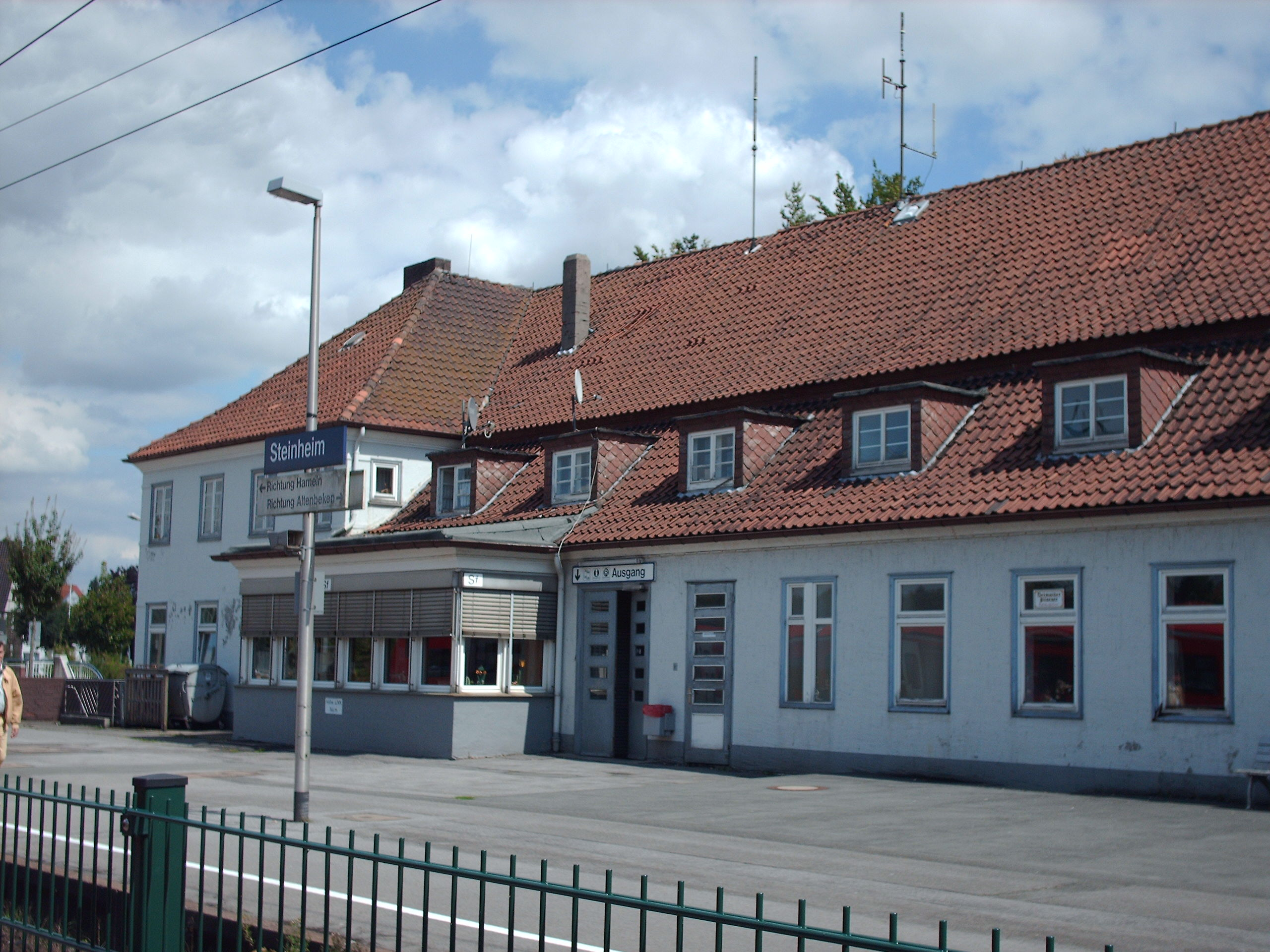
シュタインハイム駅

### 交通
シュタインハイムは、南北に走るオストヴェストファーレン街道（連邦道 B252号線）に面した交通の便が良い立地にある。この道路は北で連邦道 B1号線（パーダーボルンやルール地方へ通ずる）や連邦アウトバーン A2号線（ハノーファー方面）に接続し、南ではアウトバーン A44号線デトモルト - カッセル線に接続する。さらに B239号線にも面している。
シュタインハイム駅は鉄道ハノーファー - アルテンベーケン線の駅である。この駅では、平日は1時間毎、日曜祝日は2時間毎にハノーファーSバーンの S5号線パーダーボルン - ハーメルン - ハノーファー中央駅 - ハノーファー空港の路線が利用できる。また、オストヴェストファーレン鉄道の RB72（ヘルフォルト - デトモルト - パーダーボルン）が発着するザンデベック駅がある。路線バスでは、ヘクスター行き（マリーエンミュンスター＝フェルデン経由）、ニーハイム行き（ブラーケル行きに接続）、バート・マインベルク（デトモルト行きに接続）、シーダー＝シュヴァーレンベルクおよびヴェベル行きの地方バスがある。
市内バスは、オッテンハウゼン、ヴィンゼベック、ベルクハイム、ザンデベックの各地区と市中心部を結んでいる。本市の市域はパーダーボルン＝ヘクスター近郊交通連盟に属している。
シュタインハイムは、欧州広域自転車道 R1号線および地方自転車道 R51号線、R53号線にも面している。

### メディア
日刊紙としては、ノイエ・ヴェストフェーリシェとヴェストファーレン＝ブラットが刊行されている。これらは、週 6日ローカルニュースを伝えている。さらにパーダーボルン司教区とコルヴァイ地方では年に4回、パーダーボルン郡とヘクスター郡向けの地方史、文学、芸術を扱う雑誌「ディー・ヴァルテ」が刊行されている。
シュタインハイムは西部ドイツ放送 (WDR) のビーレフェルト地方スタジオのサービス提供地域である。シュタインハイムもこれに含まれる旧パーダーボルン司教領の地域では、1991年から地方ラジオ局のラジオ・ホーホシュティフトがあり、地域のテーマを扱っており、全国放送（つまりWDR）に比べ、多くのリスナーを獲得している。

### 公的機関
シュタインハイムは、聖ロフス病院があることで1858年からすでに住居に近く、高品質な医療サービスを享受していた。そのサービス提供地域は、ヘクスター郡北部およびリッペ郡南東部に広がっている。この病院は、ゲッティンゲン大学の学術的教育訓練病院のカトリック病院連合ヴェーザー＝エッゲ gGmbHに加盟している。急性老人学と内科学を中心とする 110床の病院であり、救急病院である。

### 教育
シュタインハイムの本課程学校は、2011年に廃止された。2013年にはその建物が解体され、市の中心部に近い住宅地となった。2013年末現在、本市の学校には 118人の教員と 1,762人の児童・生徒がいた。基礎課程学校に 516人、実科学校に 580人、ギムナジウムに 610人、養護学校に 56人である。
さらにシュタインハイムには、多くの幼稚園や託児所、音楽学校がある。
最寄りの大学は、デトモルト (20 km)、レムゴー (25 km)、ヘクスター (26 km) にキャンパスを持つオストヴェストファーレン＝リッペ大学とパーダーボルン大学 (38 km) がある。

### 経済
シュタインハイムの市域内の経済は、何十年にもわたって家具製造業を特徴としていた。しかし1970年代半ばに衰退が始まり、シュタインハイムの家具製造業は20年から30年の間に機能停止に陥った。シュタインハイム市は現在も「ウムバウ・ヴェスト」プログラムの支援下でこの問題を解決する努力を行っている。シュタインハイムに定住している企業のリストでかなりのウエイトを占める分野となっている。有名な工業系企業は、集成材製造業、トラック製造業、照明システム、レンガ産業、合成樹脂製造業、機械製造業、工具製造業の分野にある。
2013年6月30日現在、3,391人の社会保険支払い義務のある労働者のうち、35.6 % が製造業、33.3 % が小売・接客・交通業、30.0 % がサービス業である。2012年6月30日現在、2,036人が他の街からの通勤者である。一方他の街への通勤者は、3,135人とかなり多い。
2012年のシュタインハイム市民 1人あたりの収入は、19,567ユーロである。これは郡全体の平均（19,347ユーロ）よりも高いが、ノルトライン＝ヴェストファーレン州全体の平均（20,409ユーロ）よりもかなり低い。
ベルクハイム地区の車体製造業者シュピールとザンデベック地区のパーティクル製造業者コロノスパンがシュタインハイムで最大の雇用主である。

## 人物

### 出身者
- リンダ・シュタール（1985年 - ）やり投選手。2012年ロンドンオリンピック銅メダリスト

## 関連図書
- Heinz Schäfers: Vinsebeck: Kath. Pfarrkirche St. Johannes der Täufer. Schnell & Steiner, Regensburg 1991, ISBN 978-3795456092.